# Stefano Antonio Morcelli
Stefano Antonio Morcelli   (Chiari, 17 de gener de 1737 - Chiari, 1 de gener de 1822) fou un epigrafista i jesuïta italià. És conegut per haver donat nom a l'editorial Morcelliana de Brescia. La seva obra De stilo Latinarum inscriptionum libri III, publicada en tres volums el 1781, li va donar una gran fama i es considera una fita en el desenvolupament de l'epigrafia llatina.

## Biografia
Morcelli va estudiar al Col·legi Jesuïta de Brescia i va ser admès a la Companyia de Jesús el 3 de novembre de 1753. Va ser professor de lletres als col·legis d'Arezzo (1761), Ragusa (1762-64) i Fermo (1765-67). El 1772 va ser nomenat professor d'eloqüència al Col·legi Romà i prefecte del Museu Kircherià, dins del qual va fundar l'Acadèmia d'Arqueologia.
Després de la supressió de la Companyia de Jesús el 1773, va ser cridat a ocupar el càrrec de bibliotecari del cardenal Alessandro Albani, ocupant el lloc que fins a 1768 havia estat ocupat per Johann Joachim Winckelmann. El 1787, Morcelli va ser nomenat membre de l'Acadèmia Etrusca de Cortona. El 1790, després de la renúncia del prepòsit de Chiari, Angelo Faglia, va ser cridat a substituir-lo. A Chiari es va guanyar 'admiració de tots gràcies a les seves obres de caritat: va fundar i equipar un institut per a noies, va millorar les escoles, va donar la seva biblioteca al poble i va restaurar molts edificis i esglésies. Va declinar l'oferta de l'arquebisbat de Ragusa i va morir a Chiari, com a membre de la restauració de la Societat de Jesús. La seva fama està lligada sobretot als seus estudis sobre epigrafia llatina i antiguitat clàssica. El seu magnum opus, De Stilo inscriptionum latinarum, "va aportar algunes contribucions fonamentals al coneixement de l'antiga epigrafia".
Brillant erudit grec, Morcelli també va editar l'Edició prínceps amb una traducció llatina del Comentari sobre Eclesiastès atribuït a sant Gregori II d'Agrigent (Sancti Gregorii II pontificis Agrigentinorum Libri decem explanis Ecclesiastae), acompanyat d'una traducció llatina de la vida de sant Gregori atribuïda a Leonzio, abat del monestir de Sant Saba a Roma i enriquir-lo amb una rica gamma de notes. També va editar l'edició crítica amb una traducció llatina d'un còdex grec del segle viii, el Kalendarium Ecclesiae Constantinopolitanae, que ell mateix havia comprat per a la Biblioteca Albani.

## Obres
- De stilo inscriptionum latinarum libri III, Roma, ex Officina Giunchiana maiore, 1781.
- Inscriptiones commentariis subjectis, Roma, ex Officina Giunchiana maiore, 1783.
- Sermonum libri II, Roma, ex officina Giunchiana maiore, 1784.
- Indicazione antiquaria per la villa suburbana dell'eccellentissima casa Albani, Roma, Per Paolo Giunchi, 1785.
- Πάρεργον inscriptionum novissimarum, Padua, Typis Seminarii, 1818.
- Μηνολόγιον τῶν Εὐαγγελίων Ἑορταστικὸν sive Kalendarium Ecclesiæ Constantinopolitanæ, vol. 1, Roma, ex Officina Giunchiana maiore, 1788.
- Μηνολόγιον τῶν Εὐαγγελίων Ἑορταστικὸν sive Kalendarium Ecclesiæ Constantinopolitanæ, vol. 2, Roma, ex Officina Giunchiana maiore, 1788.
- Sancti Gregorii II pontificis Agrigentinorum Libri decem explanationis Ecclesiastae, Venecia, excudebant Fratres Coletii, 1791.
- Africa Christiana in tres partes tributa, vol. 1, Brixiae, ex officina Bettoniana, 1816.
- Africa Christiana in tres partes tributa, vol. 2, Brixiae, ex officina Bettoniana, 1817.
- Africa Christiana in tres partes tributa, vol. 3, Brixiae, ex officina Bettoniana, 1817.
- Opuscoli ascetici per istruzione e profitto dei pii fedeli, Brescia 1819; poi ibid. 1823.
- Dello scrivere degli antichi Romani dissertazioni accademiche pubblicate per nozze Borromeo D'Adda dal dottor Giovanni Labus con alcune annotazioni, Milà, Pogliani, 1822.
- Tirocinium litterarum sive s. Gregorii Nazianzeni tetrasticha et interpretationes scholiastae veteris primum editae ex codice bibliothecae Albanae, Modena, typis heredum Soliani impressorum regalium, 1826